# Takanobu Okabe
Takanobu Okabe –en japonés, 岡部孝信, Okabe Takanobu– (Shimokawa, 26 de octubre de 1970) es un deportista japonés que compitió en salto en esquí. 
Participó en tres Juegos Olímpicos de Invierno, obteniendo dos medallas en la prueba por equipos, plata en Lillehammer 1994 (junto con Jinya Nishikata, Noriaki Kasai y Masahiko Harada) y oro en Nagano 1998 (con Hiroya Saito, Masahiko Harada y Kazuyoshi Funaki), y el sexto lugar en Turín 2006, en la misma prueba.
Ganó cinco medallas en el Campeonato Mundial de Esquí Nórdico entre los años 1995 y 2009.

## Palmarés internacional
| Juegos Olímpicos   | Juegos Olímpicos          | Juegos Olímpicos  | Juegos Olímpicos |
| Año                | Lugar                     | Medalla           | Prueba           |
| ------------------ | ------------------------- | ----------------- | ---------------- |
| 1994               | Lillehammer (Noruega)     | Medalla de plata  | TG por equipos   |
| 1998               | Nagano (Japón)            | Medalla de oro    | TG por equipos   |
| Campeonato Mundial |                           |                   |                  |
| Año                | Lugar                     | Medalla           | Prueba           |
| 1995               | Thunder Bay (Canadá)      | Medalla de oro    | TN individual    |
| 1995               | Thunder Bay (Canadá)      | Medalla de bronce | TG por equipos   |
| 1997               | Trondheim (Noruega)       | Medalla de plata  | TG por equipos   |
| 2007               | Sapporo (Japón)           | Medalla de bronce | TG por equipos   |
| 2009               | Liberec (República Checa) | Medalla de bronce | TG por equipos   |